# Канюка, Анатолий Романович
Анатолий Романович Канюка (род. 1940) — советский, российский певец-тенор, Народный артист Российской Федерации (2003) и Чувашской АССР (1988), музыкальный педагог, профессор.

## Биография
Окончил в 1975 году Дальневосточный государственный педагогический институт искусств (класс сольного пения А. Г. Простяковой, руководитель оперной студии М. Г. Михлин).
С 1975 года — солист Чувашского государственного театра оперы и балета.
Профессор Чувашского государственного педагогического университета.

## Награды и звания
- Заслуженный артист Чувашской АССР (1982)
- Народный артист Чувашской АССР (1988)
- Заслуженный артист Российской Федерации (1994)
- Народный артист Российской Федерации (2003)
- Награждён медалью ордена «За заслуги перед Чувашской Республикой»